# Ostrosłup prawidłowy

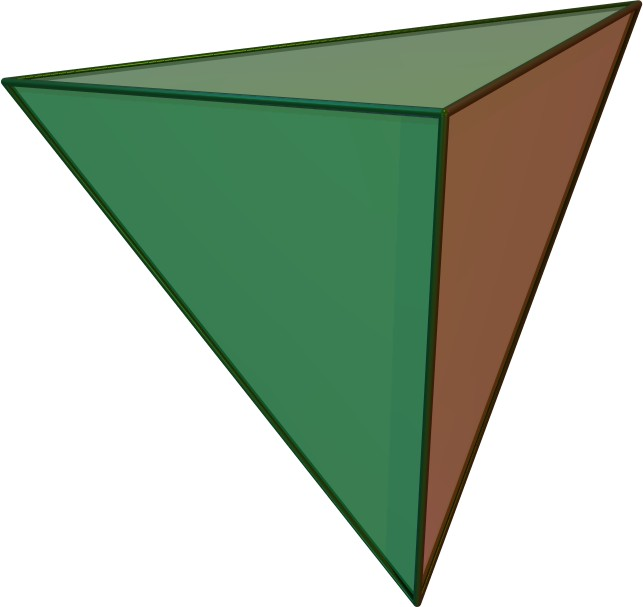
Czworościan foremny (platoński)

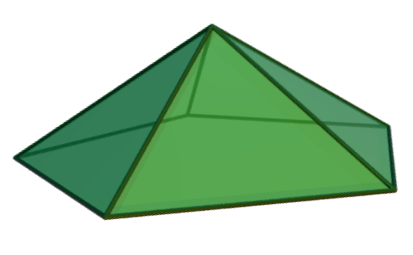
Ostrosłup pięciokątny prawidłowy (foremnościenny)

Ostrosłup prawidłowy – ostrosłup z foremną podstawą i spełniający dodatkowy warunek, formułowany na dwa równoważne sposoby:
- rzutem jego wierzchołka jest środek geometryczny podstawy[1];
- ściany boczne są przystającymi trójkątami równoramiennymi[2].

Ostrosłup prawidłowy czworokątny jest nazywany czasem piramidą, ponieważ właśnie w jego kształcie są zbudowane piramidy w Egipcie.

## Podstawowe wzory
- {\displaystyle n} – liczba boków podstawy ostrosłupa;
- {\displaystyle a} – długość jednego boku podstawy;
- {\displaystyle r} – długość promienia koła wpisanego w wielokąt foremny będący podstawą;
- {\displaystyle h} – wysokość ostrosłupa.

Wzór na objętość ostrosłupa prawidłowego:
{\displaystyle V={\frac {narh}{6}}={\frac {h}{12}}na^{2}\operatorname {ctg} {\frac {\pi }{n}}}